# 4959 Niinoama
A 4959 Niinoama (ideiglenes jelöléssel 1991 PA1) a Naprendszer kisbolygóövében található aszteroida. Natori Akira és Urata Takesi fedezte fel 1991. augusztus 15-én.